# John Dossett
John Dossett (Louisville (Kentucky), 15 april 1958) is een Amerikaans acteur.

## Biografie
Dossett heeft van 1972 tot en met 1976 de high school doorlopen aan de Mount Pleasant High School in Wilmington (Delaware). Op de deze school was hij de radiopresentator van de schoolradiostation WMPH en begon met acteren in het schooltheater. 
Dossett maakte in 1979 zijn debuut op Broadway in de musical King of Schnorrers. Hierna heeft hij nog meerdere rollen gespeeld op Broadway en off-Broadway.
Dossett begon in 1989 met acteren voor televisie in de film Longtime Companion. Hierna heeft hij nog meerdere rollen gespeeld in films en televisieseries zoals That Night (1992), Little Manhattan (2005), Law & Order (1993-2005) en John Adams (2008).
Dossett is getrouwd en heeft een zoon (2005), zij wonen nu in South Orange.

## Filmografie

### Films
Uitgezonderd korte films.
- 2012 Man on a Ledge – als Ted Henry
- 2005 Little Manhattan – als Mickey Telesco
- 2000 Big Eden – als John Bishop
- 1999 Blue Moon – als John Bernard
- 1999 The Cracker Man – als Hank
- 1997 Clover – als Chase Porter
- 1997 Nick and Jane – als John
- 1992 That Night – als Larry Bloom
- 1989 Longtime Companion – als Paul

### Televisieseries
Uitgezonderd eenmalige gastrollen.
- 2010 As the World Turns – als Joe Chessley – 2 afl.
- 2008 John Adams – als Benjamin Rush – 6 afl.
- 2002 Hack – als Jack Shannon – 2 afl.
- 1997 Prince Street – als ?? – 2 afl.

## Theaterwerk opBroadway
- 2017 War Paint - als Tommy Lewis
- 2013 - 2015 Pippin - als Charles (understudy)
- 2012 – 2014 Newsies The Musical – als Joseph Pulitzer
- 2005 The Constant Wife – als Bernard Kersal
- 2004 – 2005 Democracy – als Helmut Schmidt
- 2003 – 2004 Gypsy – als Herbie
- 2002 – 2003 Dinner at Eight – als Dr. J. Wayne Talbot
- 2002 An Almost Holy Picture – als Samuel Gentle
- 2001 – heden Mamma Mia! – als Sam Carmichael (understudy)
- 2001 The Adventures of Tom Sawyer – als rechter Thatcher
- 1998 – 2000 Ragtime – als pastoor (understudy)
- 1990 – 1991 Prelude to a Kiss – als Taylor
- 1989 Mastergate – als Shephard Hunter
- 1980 – 1982 Fifth of July – als Jed Jenkins (understudy)
- 1979 – 1980 King of Schnorrers – als David Ben Yonkell

- International Standard Name Identifier: 0000 0000 4114 5071
- Library of Congress Control Number: no98063380
- Nationale Bibliotheek van Israël: 987007317333105171
- Virtual International Authority File: 300921636
- WorldCat: E39PBJkTdpQMrCHrPgQr6dDQbd